# Grimaldi (miejscowość)
Grimaldi – miejscowość i gmina we Włoszech, w regionie Kalabria, w prowincji Cosenza.
Według danych na rok 2004 gminę zamieszkiwało 1867 osób, 77,8 os./km².